# Felice Tua
Felice Tua (Cuneo, 11 settembre 1912 – Viareggio, agosto 1973) è stato un generale italiano, insignito della medaglia d'oro al valor militare a vivente nel corso della seconda guerra mondiale.

## Biografia
Nacque a Cuneo l'11 settembre 1912, all'interno di una famiglia piemontese di nobili tradizioni militari.   Nel 1931 conseguì la licenza liceale a Napoli e nel 1933 fu ammesso a frequentare come allievo ufficiale la Regia Accademia Militare di Fanteria e Cavalleria di Modena da cui uscì nel settembre 1935 con la nomina a sottotenente dell'arma di fanteria, specialità alpini, assegnato al 2º Reggimento alpini. Promosso tenente nell'ottobre 1937 viene nominato istruttore presso la Scuola di applicazione d'arma di Parma nel 1938, e dopo la dichiarazione di guerra a Francia e Gran Bretagna fu mobilitato e destinato, nel luglio 1940, al XXIII Corpo d'armata operante in Africa Settentrionale Italiana. Assegnato al 158º Reggimento fanteria "Liguria" della 63ª Divisione fanteria "Cirene", assunse il comando dell'8ª Compagnia armi di accompagnamento in zona di operazioni. Ferito in combattimento il 5 gennaio 1941 venne fatto prigioniero di guerra sul campo di battaglia dagli inglesi, dopo la degenza nel centro ospedaliero 455 al Il Cairo e trasferito in India, rientrando in Patria come invalido di guerra nel settembre 1944. Promosso capitano con anzianità retrodatata al gennaio 1942 ritornò nel 1º Reggimento alpini, divenuto poi 4º nel maggio 1946; con il grado di maggiore dal gennaio 1949 frequentò il 5º Corso per ufficiali di Stato maggiore nella Scuola di guerra negli anni 1951-1953 e nel novembre 1955 assunse il comando del battaglione alpini "Susa". Con la promozione a colonnello nel gennaio 1959 assunse il comando dell'8º Reggimento alpini; quindi nel 1º Comando militare territoriale fu capo della Delegazione Confini Nord Orientali e capo ufficio della Zona militare. Promosso generale, dal 1966 al 1967 fu comandante della Brigata alpina "Taurinense".  Si spense a Viareggio nell'agosto 1973.